# François-Annibal d’Estrées

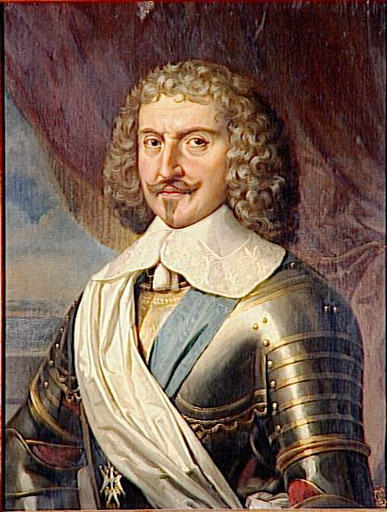
François-Annibal d’Estrées, Porträt von Jean-Baptiste Paulin Guérin

François-Annibal d’Estrées, Herzog d’Estrées (* 1573; † 5. Mai 1670 in Paris) war ein französischer Diplomat, Heerführer und Marschall von Frankreich.

## Leben
François-Annibal war ein Sohn von Antoine IV. d’Estrées und Françoise Babou de La Bourdaisière, sowie der Bruder von Gabrielle d’Estrées, der Geliebten Heinrichs IV. Er hatte schon 1594 das Bistum Noyon erhalten, als er, seiner Neigung folgend, unter dem Namen eines marquis de Coeuvres zur Armee ging. Er wurde vom König zum  Lieutenant-général ernannt.
Unter Maria von Medici wurde er zu mehreren diplomatischen Missionen verwendet; 1624 erhielt er das Kommando der vereinigten Truppen von Frankreich, Venedig und Savoyen, um das strategisch wichtige Gebiet der Drei Bünde der Kontrolle von Österreich und Spanien zu entziehen (→Bündner Wirren). Mit Verstärkung durch Söldner aus der Eidgenossenschaft und den Drei Bünden eroberte er bis im Frühjahr 1625 zuerst das Gebiet des heutigen Graubünden und anschließend die Bündner Untertanengebiete Bormio, Veltlin und Chiavenna. Für diesen erfolgreichen Feldzug erhielt er 1626 den Marschallstab. 1630 versuchte er Mantua den Kaiserlichen zu entreißen, musste aber kapitulieren und erhielt den Oberbefehl über die Rheinarmee, an deren Spitze er 1632 Trier nahm.
Von 1636 bis 1648 war er außerordentlicher Gesandter in Rom. Bei der Thronbesteigung Ludwigs XIV. wurde das Marquisat Coeuvres zum Herzogtum Estrées erhoben und François-Annibal zum Gouverneur der Île de France und von Soissons ernannt. Er starb am 5. Mai 1670 in Paris und hinterließ sein Werk Mémoires de la régence de Marie de Médicis (Paris 1666).
Sein Sohn war Jean II. d’Estrées, der 1681 ebenfalls Marschall von Frankreich wurde; dessen Sohn Victor-Marie d’Estrées erhielt den Marschallstab im Jahr 1703.